# Вудбурн (Пенсільванія)
Вудбурн (англ. Woodbourne) — переписна місцевість (CDP) в США, в окрузі Бакс штату Пенсільванія. Населення — 3710 осіб (2020).

## Географія
Вудбурн розташований за координатами 40°12′7″ пн. ш. 74°53′14″ зх. д. / 40.20194° пн. ш. 74.88722° зх. д. (40.202016, -74.887207).  За даними Бюро перепису населення США в 2010 році переписна місцевість мала площу 3,21 км², з яких 3,19 км² — суходіл та 0,02 км² — водойми.

## Демографія
Згідно з переписом 2010 року, у переписній місцевості мешкала 3851 особа в 1362 домогосподарствах у складі 1089 родин. Густота населення становила 1199 осіб/км².  Було 1409 помешкань (439/км²).
Расовий склад населення:
| - 90,0 % — білих - 5,9 % — азіатів - 2,4 % — чорних або афроамериканців - 0,1 % — вихідців з тихоокеанських островів - 0,1 % — корінних американців |

До двох чи більше рас належало 1,0 %. Частка іспаномовних становила 2,4 % від усіх жителів.
За віковим діапазоном населення розподілялося таким чином: 23,8 % — особи молодші 18 років, 70,5 % — особи у віці 18—64 років, 5,7 % — особи у віці 65 років та старші. Медіана віку мешканця становила 40,5 року. На 100 осіб жіночої статі у переписній місцевості припадало 101,2 чоловіків;  на 100 жінок у віці від 18 років та старших — 97,2 чоловіків також старших 18 років.
Середній дохід на одне домашнє господарство  становив 154 032 долари США (медіана — 140 231), а середній дохід на одну сім'ю — 168 077 доларів (медіана — 151 500). Медіана доходів становила 110 639 доларів для чоловіків та 72 639 доларів для жінок. За межею бідності перебувало 0,7 % осіб, у тому числі 0,0 % дітей у віці до 18 років та 0,0 % осіб у віці 65 років та старших.
Цивільне працевлаштоване населення становило 2249 осіб. Основні галузі зайнятості: освіта, охорона здоров'я та соціальна допомога — 31,2 %, виробництво — 14,9 %, роздрібна торгівля — 13,3 %.